# 3 Dywizja Górska (III Rzesza)
3 Dywizja Górska (niem. 3. Gebirgs-Division) – dywizja górska Wehrmachtu, uczestniczyła w agresji na Polskę i Norwegię oraz w ataku na Związek Radziecki.

## Historia
3 Dywizja Górska sformowana została na początku kwietnia 1938 roku w Grazu z oddziałów 5 i 7 dywizji austriackich. W trakcie działań wojennych zmieniał się jej skład.
Po agresji III Rzeszy na Polskę 1 września 1939, po ataku z terytorium Słowacji, walczyła na terenie Polski z 10 Brygadą Kawalerii, uderzając przez Tarnów w kierunku Sanu w okolicy Sanoka. 12 września 1939 wycofana marszem pieszym z okolic Sanoka na Słowację i skierowana stamtąd transportami kolejowymi na front zachodni,  w okolice Traben-Trarbach.
Dowodzona przez gen.Eduarda Dietla wzięła udział w ataku na Norwegię w 1940 roku; jeden z pułków wchodzących w skład dywizji walczył w bitwie o Narwik, lecz został rozbity przez oddziały brytyjskie. Po odnowieniu stanu osobowego pozostała w Norwegii, jako oddziały okupacyjne. Po ataku Niemiec na ZSRR od 22 czerwca 1941 dywizja walczyła przeciwko Armii Czerwonej na froncie północnym w składzie 
20. Armii Górskiej (Armia Leppland). Na początku października 1941 została zatrzymana kontratakami i uwikłała się w walki pozycyjne przy dużych stratach własnych. W styczniu 1942 została przerzucona do Niemiec w celu uzupełnień. W ramach odnowy siły uderzeniowej utworzono 144 pułk strzelców górskich.
W kwietniu 1942 została ponownie przetransportowana do Norwegii w okolice  Lillehammer jako siły okupacyjne. We wrześniu 1942 po przetransportowaniu jej przez Tallinn brała udział w walkach w okolicy miasta Mga na kierunku Leningradu w ramach kontrofensywy, której celem było zniszczenie wojsk radzieckich, biorących udział w operacji siniawińskiej. W listopadzie 1942 w celu wzmocnienia Frontu Południowego 3 Dywizja Górska została przerzucona w okolice Wielkich Łuków. Przerzucona na południowy odcinek frontu wschodniego, brała udział w próbie odblokowania wojsk niemieckich w Stalingradzie, lecz bezskutecznie.
W kwietniu 1943 toczyła walki pozycyjne w okolicy Woroszyłowgradu. W dniach 17 lipca do 22 lipca 1943 była uwikłana w ciężkie walki opóźniające zajęcie Zagłębia Donieckiego przez Armię Czerwoną. Podczas walk odwrotowych przez Nikopol nad Dnieprem osiągnęła na początku 1944 rzekę Ingulec. Od lipca do sierpnia 1944 toczyła walki we wschodnich Karpatach.  W czasie dalszego odwrotu przeszła przez tereny Węgier i Słowacji, na południowy Śląsk i tereny Czech, gdzie w maju 1945 w okolicy Ołomuńca na terenie Protektoratu Czech i Moraw 3 Dywizja Górska wraz ze swoim ostatnim dowódcą dostała się do niewoli radzieckiej.
W 3 Dywizji Górskiej w 144 pułku służyło dwóch strzelców wyborowych Wehrmachtu: Matthäus Hetzenauer i Josef Allerberger.

## Dowódcy dywizji
- gen. Eduard Dietl (wrzesień 1939 - czerwiec 1940)
- gen. Julius Ringel (czerwiec - październik 1940)
- gen. Hans Kreysin (październik 1940 - sierpień 1943)
- gen. Egbert Picker (sierpień 1943)
- gen. Siegfried Rasp (sierpień - wrzesień 1943)
- gen. Egbert Picker (wrzesień 1943)
- gen. August Wittmann wrzesień 1943 - lipiec 1944)
- gen. Paul Klatt (lipiec 1944 - maj 1945)

## Struktura organizacyjna
Skład w 1939:
- 138 Pułk Strzelców Górskich
- 139 Pułk Strzelców Górskich
- 112 Pułk Artylerii Górskiej
- 112 Batalion Rozpoznawczy
- 48 Batalion Przeciwpancerny
- 83 Batalion Pionierów Górskich
- jednostki dodatkowe (batalion uzupełnień, łączności, zaopatrzenia)

Skład w 1942:
- 138 Pułk Strzelców Górskich
- 144 Pułk Strzelców Górskich
- 112 Pułk Artylerii Górskiej
- 95 Batalion Przeciwpancerny
- 83 Batalion Pionierów (Saperów) Górskich
- 68 jednostki dodatkowe (batalion uzupełnień, łączności, zaopatrzenia)

Skład w końcu 1944:
- 138 Pułk Strzelców Górskich
- 144 Pułk Strzelców Górskich
- 112 Pułk Artylerii Górskiej
- 95 Batalion Przeciwpancerny
- 83 Batalion Pionierów (Saperów) Górskich
- 68 jednostki dodatkowe (służby dywizyjne, łączności, zaopatrzenia)

Zapewnienie uzupełnień i szkolenie
- Zapasowy batalion strzelców górskich I./138[7]